# 페가수스자리 V391
페가수스자리 V391 또는 HS 2201+2610은 페가수스자리 방향으로 지구로부터 약 4,570 광년 떨어진 곳에 있는 청백색 준왜성이다. 이 별은 "극단 수평가지 항성"으로 분류된다. 질량은 태양의 절반 정도에 크기는 태양의 4분의 1 수준에 불과하다. 그러나 작은 크기에도 불구하고 표면 온도가 3만 켈빈 정도 되기 때문에 밝기는 태양의 15.4배이다. V391의 나이는 100억 살 이상일 가능성이 있다. 이 별은 EC 14026형 맥동 변광성이다.
페가수스자리 V391과 같은 준왜성 B별들은 적색 거성이 바깥층 대기를 날려 버린 뒤 남은 천체이거나 혹은 헬륨 융합이 시작된 단계의 별일 수 있다. 외곽 대기가 전부 탈출한 뒤에는 극히 소량의 수소(항성 전체 질량의 1,000 분의 1)만이 남는다. 이런 별은 결국 천천히 식어가는 백색 왜성으로 생을 마무리 짓는다. 대부분의 별들은 첫 번째 적색 거성 단계를 거친 뒤에도 수소를 많이 잃지 않으며 이후 점근거성가지 상의 별로 진화한다. 따라서 페가수스자리 V391과 같은 일부 별들이 왜 그렇게 수소를 많이 잃어버리는지의 원인은 아직 밝혀지지 않았다.

## 행성계
2007년 V391 주변을 도는 외계 행성 1개가 변광성 타이밍 기법을 이용하여 발견되었다. 이 행성은 앞으로 50억 년 뒤 태양이 적색 거성으로 진화하면 우리 태양계에 어떤 일이 일어날지를 예측하게 하는 좋은 예이다.

## 참고 문헌
- R. Østensen, J.-E. Solheim, U. Heber, R. Silvotti, S. Dreizler, H. Edelmann (2001). “Detection of pulsations in three subdwarf B stars”. 《Astronomy and Astrophysics》 368: 175–182. doi:10.1051/0004-6361:20000488. 2010년 6월 19일에 확인함.
- C. S. Jeffery (2005). “Pulsations in Subdwarf B Stars”. 《Journal of Astrophysics and Astronomy》 26: 261. doi:10.1007/BF02702334.